# آب‌بند

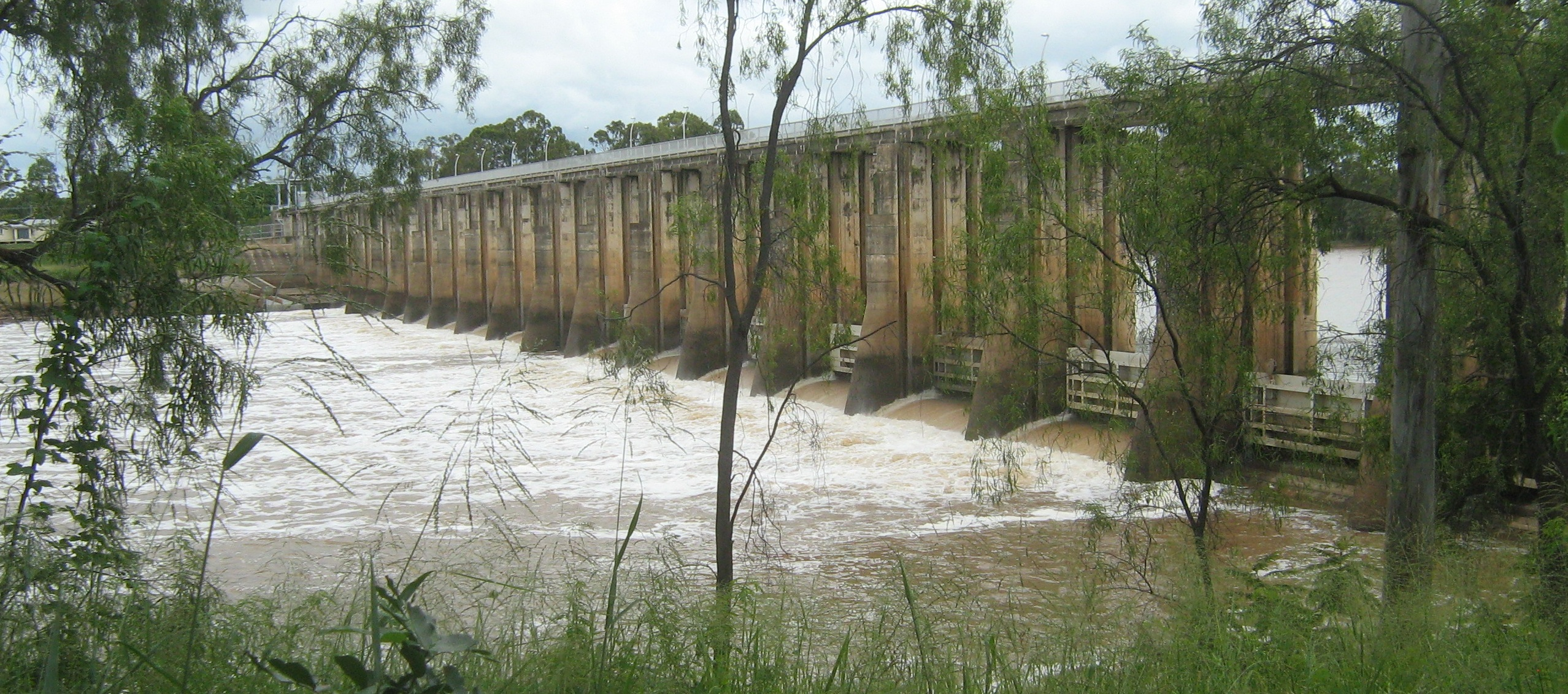
نمونهٔ یک بند بر روی رودخانه

آب بند یا بند یا بند انحرافی یا سد رودخانه‌ای، یک نوع سد انحرافی است که با بند آوردن و ارتفاع دادن به آب رودخانه‌ در پشت خود، انتقال آب را میسر می‌کند. اختلاف اصلی آن با سر ریز، وجود دریچه‌های قابل تنظیم نصب شده برای کنترل آب روی بند می باشد. تراز آب می تواند با استفاده از این دریچه ها تنظیم شود.
آب بند بر خلاف سد انحرافی، هیچ مخزن آب قابل توجهی در پشت خود ندارد.
هدف از انتقال و تغییر مسیر آب رودخانه می‌تواند کارهای مختلف از جمله آبیاری زمین‌های کشاورزی باشد. بند می‌تواند دریچه قابل باز یا بسته کردن داشته باشد یا نداشته باشد و ولی اگر نیروی هیدروالکتریک نیز تولید شود، ساختمان مربوط عموماً سد نامیده می‌شود.